# Luisa Abrahams
Luisa Abrahams (rodným jménem Luisa Kramerová, též Raudnitz Kramerová 21. května 1910 Praha-Bubeneč – 16. ledna 2006 Londýn) byla česko-britská golfistka židovského původu, soutěžně jedna z nejúspěšnějších golfových hráček období prvorepublikového Československa, posléze dlouhodobě žijící ve Spojeném království. Zvítězila v řadě domácích soutěžních turnajů, roku 1938 se pak stala mistryní ČSR v golfu. Během druhé světové války byla členkou Britské armády, po sňatku s manželem Charlesem Abrahamsem společně žili ve Velké Británii. Se svým manželem byli povýšeni do šlechtického stavu.

## Život

### Mládí
Narodila se v Praze do rodiny lékaře Leopolda Kramera (1865–asi 1944) a jeho manželky Gertrudy. Otec byl roku 1895 zakladatelem a majitelem léčebného Kramerova sanatoria v Bubenči. Získala dobré vzdělání, od mládí se potom věnovala sportu, mj. vyhrála tenisové mistrovství juniorů-žen. Od začátku 30. let 20. století se potom zaměřila na golf.

### Golfová kariéra
Od začátku 30. let 20. století se potom zaměřila na golf. Hrát jej začala v Rakousku, posléze byli jejími trenéry Angličané Charles Warren v Praze a Arthur Lees v Mariánských Lázních. Svého prvního většího soutěžního úspěchu dosáhla vítězstvím na mistrovství juniorských golfistů a golfistek v Motole, téhož roku se také úspěšně účastnila turnajů v Rakousku, např. v Bad Ischlu. Vítězství v juniorském mistrovství v Motole roku 1935 zopakovala. Soutěžně se často potkávala mj. s předními československými golfistkami Karlou Linhartovou či Marií Wepsovou-Tellerovou. V letech 1935, 1937 a 1938 se probojovala až do finále československého mistrovství žen. V ročníku 1935 poražena Ersébet von Szlávy a o dva roky později Karlou Linhartovou, napotřetí se pak držitelkou titulu stala roku 1938.

### Druhá světová válka
V lednu 1939 odcestovala do Anglie na pozvání svého přítele, golfisty Henryho Cottona, kde ji v březnu téhož roku zastihla zpráva o vzniku Protektorátu Čechy a Morava roku 1939, de facto záboru Československa nacistickým Německem. Z důvodu rostoucí perzekuce protektorátními úřady pod vlivem tzv. Norimberských zákonů kvůli jejímu židovskému původu pak v zahraničí zůstala. Přihlásila se do WAAF, ženských pomocných leteckých sborů, a jako meteoroložka sloužila na několika leteckých základnách v Anglii, mj. na letištích, kde operovaly československé letecké perutě RAF. Dosáhla hodnosti majora. Po dobu války sloužilo u WAAF přibližně dvacet československých občanek.

### Po roce 1945
Po skončení války se pak navrátila do osvobozeného Československa. Zde se dozvěděla o úmrtí svých rodičů a dalších příbuzných v nacistických koncentračních táborech. Zde se poznala s důstojníkem britské armády Charlesem Abrahamsem, za kterého se následně provdala. Po únoru 1948 a nastolení komunistického režimu v ČSR žili pak manželé nastálo ve Spojeném království. I zde se Abrahams věnovala golfu, mj. jako členka dámské sekce Sunningdale, kde působil i její přítel Arthur Lees.
V roce 1968, během tzv. Pražského jara, navštivili manželé Abrahamsovi Československo, mj. s sebou přivezli míčky, hole a další zde nedostatkové golfové sportovní vybavení. Spolu s Hanušem Goldscheiderem, posléze prvním českým golfovým prezidentem, se Abrahams zasazovala o obnovení československé poválečné golfové tradice.
Po Sametové revoluci roku 1989 začala svou vlast opět navštěvovat, střídavě pak žila v Londýně, Praze a Mariánských Lázních.
V roce 2003 jí byl prezidentem Václavem Klausem udělen Řád Tomáše Garrigua Masaryka III. třídy.

### Úmrtí
Luisa Abrahams zemřela v neděli 16. ledna 2006 v Londýně ve věku 95 let.
Na její počest byl po několik let pořádán turnaj Lady Abraham’s Trophy, týmová soutěž nejlepších českých golfistek.